# 아세토 코르사 컴페티치오네
아세토 코르사 컴페티치오네(Assetto Corsa Competizione, 이탈리아어로 "경주 설정", "경쟁"을 의미)는 이탈리아의 비디오 게임 개발사인 쿠노스 시뮬라치오니에서 개발한 심 레이싱 비디오 게임이다. 이 게임은 GT3, GT4, GT2 및 원메이크 시리즈 차량에 중점을 두며, GT 월드 챌린지 유럽과 2018년부터 2023년까지의 시즌을 다루는 스파 24시의 공식 라이선스 시뮬레이션이며, E스포츠 플랫폼으로 활용될 예정이다.
쿠노스 시뮬라치오니는 2018년 2월 21일에 이 게임을 발표하고, 2018년 여름에 스팀 얼리 액세스로 출시할 계획이라고 밝혔다. 2018년 7월 27일, 스파 24시 2018 SRO 기자 회견에서 2018년 9월 12일 얼리 액세스 출시 날짜와 2019년 1분기까지 매월 업데이트되는 로드맵이 공개되었다. 2019년 5월 29일에 얼리 액세스에서 벗어나 정식 출시되었다. 2020년 3월 11일, 배급사인 505 게임스와 쿠노스 시뮬라치오니는 2020년 6월 23일에 출시된 플레이스테이션 4 및 엑스박스 원 포트를 발표했다. 게임스컴 2021에서 플레이스테이션 5 및 엑스박스 시리즈 X/S 버전이 발표되었고, 2022년 2월 24일에 출시되었다.

## 게임플레이
아세토 코르사 컴페티치오네는 레이싱 시뮬레이터로, 플레이어는 오프라인에서 AI와 경쟁하거나 온라인에서 다른 플레이어와 경쟁할 수 있다. 오프라인 커리어, 사용자 지정 챔피언십, 사용자 지정 레이스, 스페셜 이벤트 게임플레이 모드와 더불어 온라인 멀티플레이어를 포함하며, 세션 유형은 자유 연습, 핫 랩, 슈퍼폴, 핫 스틴트, 퀵 레이스(최대 1시간 레이스), 스프린트 레이스 주말(최대 2회의 연습, 2회의 예선 세션 및 각 최대 1시간 길이의 레이스 2회 포함), 엔듀런스 레이스 주말(최대 2회의 연습, 4회의 예선 세션 및 상위 10개 슈퍼폴, 각 1시간에서 24시간 길이의 레이스 1회 또는 2회 포함)로 구성된다. 오프라인 모드에서는 레이스를 저장하고 세션 도중에 다시 시작할 수 있다. 오프라인 그리드는 플레이어가 선택한 시리즈 및 시즌에 따라 자동으로 선택된다. 또는 포르쉐 카레라 컵, 람보르기니 슈퍼 트로페오 또는 페라리 챌린지와 같은 시리즈를 만들 수 있는 단일 제조사 세션으로 만들 수 있다. 멀티플레이어에서의 차량 선택은 서버 설정으로 결정되지 않는 한 자유롭다. 플레이스테이션 5와 엑스박스 시리즈 X/S 간에는 크로스플레이가 가능하다.

## 개발
아세토 코르사 컴페티치오네의 개발은 이전 타이틀인 아세토 코르사에서 사용된 자체 개발 그래픽 엔진에서 언리얼 엔진 4로 변경되어 야간 레이스 및 현실적인 기상 조건에 대한 그래픽 엔진 지원을 확보했다. 새로운 엔진과 함께 이전 타이틀에서 사용된 타이어 및 공기역학 물리 모델의 진화, 모션 캡처 애니메이션, 최신 오디오 솔루션 및 단일 시리즈와 클래스 차량에 대한 세부적인 초점을 통해 개발자는 새로운 타이틀에 대한 운전 현실성과 몰입감의 더 높은 표준에 도달하는 것을 목표로 한다. 2018년 블랑팡 GT 시리즈 시즌의 10개 서킷 모두 레이저 스캔 기술로 재현되었다고 한다.
엔비디아의 게임스컴 2018 기조연설에서 아세토 코르사 컴페티치오네는 엔비디아 RTX 실시간 광선 추적 및 지포스 20 시리즈 GPU에서 엔비디아 안셀 RTX를 지원하는 최초의 타이틀 중 하나가 될 것이라고 발표되었다.
2020년 3월 12일, D3T Ltd가 쿠노스 시뮬라치오니 및 505 게임스와 협력하여 아세토 코르사 컴페티치오네를 플레이스테이션 4와 엑스박스 원으로 가져오는 작업을 해왔음이 밝혀졌다.

### 무료 콘텐츠 업데이트
2019년 10월 23일에 공개된 버전 1.1에서는 2019년 블랑팡 GT 시리즈 시즌의 일부로 아우디 R8 LMS EVO, 람보르기니 우라칸 GT3 EVO, AMR V8 밴티지 GT3, 혼다 NSX GT3 EVO, 포르쉐 911 GT3 R (991 II), 잔드보르트 서킷과 2019년 버전의 스파프랑코르샹 서킷, 바르셀로나 카탈루냐 서킷, 실버스톤 서킷과 같은 새로운 2019년 차량 및 서킷이 추가되었으며, 2019년 맥라렌 섀도우 프로젝트 E스포츠 대회의 일부로 맥라렌 720S GT3가 무료 업데이트로 게임에 추가되었다.
2019년 12월 17일에 공개된 버전 1.2에서는 사용자 지정 차량 리버리 편집기가 추가되었다.
2020년 4월 15일에 공개된 버전 1.3.10 및 2020년 4월 24일에 공개된 버전 1.3.12에서는 취소되거나 연기된 실제 이벤트를 대체하여 개최된 2020년 시즌 E스포츠 레이스를 위해 리버리가 추가되었다.
2021년 11월 24일에 출시된 버전 1.8에서는 DLSS 지원, BMW M4 GT3, 2021년 리버리, 오픈 클래스 지원 및 상당한 물리 및 타이어 모델 개선이 포함되었다.

### 다운로드 가능 콘텐츠
인터컨티넨탈 GT 팩 DLC는 2020년 2월 4일에 출시되었으며, 차량 리버리 뿐만 아니라 배서스트, 라구나 세카, 캬알라미, 스즈카의 2019 인터컨티넨탈 GT 챌린지 서킷도 게임에 추가되었다.
2020년 3월 11일, 2020년 여름에 PC용으로, 2020년 가을에 콘솔용으로 출시될 예정인 GT4 팩 DLC와 겨울 출시 예정인 영국 GT 팩 DLC가 발표되었다.
BMW M4 GT3는 2021년 시즌 보너스 콘텐츠로 2021년 11월에 출시되었다.
챌린저 팩에는 아우디 R8 LMS GT3 Evo II (2022년에 발렌티노 로시가 운전할 예정), BMW M2 CS, 페라리 488 GT3 챌린지 Evo, 람보르기니 우라칸 슈퍼 트로페오 EVO 2, 포르쉐 911 GT3 컵을 포함한 5개의 새로운 차량이 게임에 추가된다. 2022년 3월 23일에 출시되었다.
미국 트랙 팩은 2022년 6월 30일에 출시되었으며, 미국의 세 개의 상징적인 서킷인 서킷 오브 디 아메리카스, 인디애나폴리스 모터 스피드웨이, 왓킨스 글렌을 특징으로 한다.
뉘르부르크링 24시가 SRO가 주최하는 인터컨티넨탈 GT 챌린지 캘린더에 포함되면서, 수년간 플레이어들이 요청했지만 라이선스 문제로 인해 불가능했던 뉘르부르크링 노르트슐라이페가 드디어 게임에 추가될 수 있게 되었고 2024년 4월 1일, 뉘르부르크링 24시간 팩이 게임에 추가되었다. 이 팩에는 다음 아세토 코르사 타이틀에 대한 언급이 포함되었다.

## E스포츠
스로틀마스터 부스에서 개최된 핫 랩 경쟁의 일부로 아세토 코르사 컴페티치오네는 E3 2018에서 처음 플레이 가능했다. 2018년 스파 24시 주말 동안 피렐리 패독 구역에서 핫 랩 경쟁이 개최되었고, 실제 레이스가 끝나는 순간 실제 서킷 시상대에서 우승자 축하 행사가 포함되었다. 이는 SRO가 처음으로 undertaken한 E스포츠 프로젝트였다.
2019년 3월 27일, SRO는 쿠노스 시뮬라치오니와의 협력을 통해 2019년 시즌에 5라운드와 Am, Silver, Pro 드라이버 클래스를 특징으로 하는 새로운 SRO E-Sport GT 시리즈를 발표했다. 2019년 SRO E-Sport GT 시리즈 챔피언십의 첫 번째 라운드는 몬차 국립 자동차 경기장에서 2019 블랑팡 GT 시리즈 엔듀런스 컵 레이스 주말 동안 개최되었다. 우승자들은 실제 레이스의 클래스 시상대 후 다시 실제 시상대에서 왕관을 썼다.
아세토 코르사 컴페티치오네는 2019년 맥라렌 섀도우 프로젝트 E스포츠 대회의 네 가지 레이싱 타이틀 중 하나로 선정되었으며, 10월 27일부터 11월 7일까지 예선이 열렸고 12월 14일에는 맥라렌 기술 센터에서 그랜드 파이널이 개최되었다.
2020년 3월 20일, 코로나19 범유행으로 인해 취소되거나 연기된 모터스포츠 이벤트에 따라 SRO 모터스포츠 그룹은 쿠노스 시뮬라치오니 및 Ak Informatica와 협력하여 2020년 3월 29일에 SRO E-스포츠 GT 시리즈 자선 챌린지 이벤트를 발표했다. 이 이벤트는 아세토 코르사 컴페티치오네에서 몬차 국립 자동차 경기장을 배경으로 진행되었으며, 90명의 프로 및 심 드라이버 참가자가 참여했으며, 기부금은 COVID-19 Solidarity Response Fund에 전달되었다.
2020년 4월 6일, SRO 아메리카는 GT 월드 챌린지 아메리카, 피렐리 GT4 아메리카, TC 아메리카, GT 스포츠 클럽 아메리카의 참가 드라이버가 참여하는 8라운드, 32대 차량의 GT 라이벌스 E스포츠 인비테이셔널을 발표했다.
2020년 4월 10일, SRO 모터스포츠 그룹, 쿠노스 시뮬라치오니, Ak Informatica는 5라운드에 걸쳐 49명의 프로 드라이버가 참여할 예정인 2020 SRO E-스포츠 챔피언십을 발표했다.
2022년 6월 30일, FIA는 폴리포니 디지털과 그란 투리스모 7 플랫폼이 더욱 안정될 때까지 파트너십을 일시적으로 중단하기로 상호 합의한 후 2022 FIA 모터스포츠 게임스 E스포츠 컵의 플랫폼으로 아세토 코르사 컴페티치오네를 선택했다고 발표했다.

## 평가
리뷰 집계 웹사이트인 메타크리틱에 따르면, PC 및 플레이스테이션 5 버전은 "대체로 호의적인 평가"를 받은 반면, 플레이스테이션 4 및 엑스박스 원 버전은 "대체로 엇갈린 평가"를 받았다.

## 참고
1. ↑  포트(Ported)는 플레이스테이션 4 및 엑스박스 원으로 D3T에 의해 이루어졌다.